# Bono East Region
Koordinaten: 7° 48′ N, 1° 0′ W
Die Bono East Region ist eine Region in Ghana mit der Hauptstadt Techiman. Ihr Name leitet sich vom Königreich Bono ab.

## Geografie
Die Region liegt in der Mitte des Landes und grenzt an die Savannah Region im Norden, die Oti Region im Osten, die Eastern Region und die Ashanti Region im Süden sowie die Bono Region im Westen. Mit einer Fläche von 23.257 km² ist sie die viertgrößte Region Ghanas, gemessen an ihrer Einwohnerzahl hingegen im Mittelfeld.
Im Osten grenzt sie an den Volta-Stausee.

## Geschichte
Die Bono East Region gehört zu den sechs im Februar 2019 neu gegründeten Regionen des Landes. Es war ein Wahlversprechen der New Patriotic Party zu den Wahlen 2016, neue Regionen zu schaffen. In einem Referendum vom 27. Dezember 2018 sprachen sich 99,5 % der Abstimmenden für die Bildung der neuen Region aus, sodass sie am 13. Februar 2019 mit dem Constitutional Instrument 113 als Ausgliederung aus der Brong Ahafo Region gegründet wurde.

## Administrative Gliederung
Die Region gliedert sich in elf Distrikte:
| Distrikt                  | Hauptort    |
| ------------------------- | ----------- |
| Atebubu-Amantin Municipal | Atebubu     |
| Kintampo North Municipal  | Kintampo    |
| Kintampo South            | Jema        |
| Nkoranza North            | Busunya     |
| Nkoranza South Municipal  | Nkoranza    |
| Pru East                  | Yeji        |
| Pru West                  | Prang       |
| Sene East                 | Kajaji      |
| Sene West                 | Kwame Danso |
| Techiman Municipal        | Techiman    |
| Techiman North            | Tuoabodom   |

## Nachweise
1. ↑  Kweku Zurek: Confirmed: Results of the 2018 referendum on now regions, www.graphic.com.gh vom 28. Dezember 2018, abgerufen am 17. Dezember 2019
2. ↑  Bono East Region auf ghanadistricts.gov.gh, abgerufen am 17. Dezember 2019
3. ↑  Distriktliste (Memento des Originals vom 17. Dezember 2019 im Internet Archive)  Info: Der Archivlink wurde automatisch eingesetzt und noch nicht geprüft. Bitte prüfe Original- und Archivlink gemäß Anleitung und entferne dann diesen Hinweis. auf ghanadistricts.gov.gh, abgerufen am 17. Dezember 2019